# Zygfryd Rymaszewski
Zygfryd Antoni Rymaszewski (ur. 9 lipca 1927 w Nowych Trokach pod Wilnem, zm. 15 lutego 2024) – polski historyk prawa, profesor Uniwersytetu Łódzkiego.

## Biografia
Szkołę podstawową ukończył w Kaletach koło Grodna; w 1945 przyjechał do Łodzi, w 1948 otrzymał świadectwo dojrzałości w XIX Państwowym Gimnazjum i Liceum Koedukacyjnym dla Dorosłych w Łodzi. W latach 1948–1952 studiował na Wydziale Prawa Uniwersytetu Łódzkiego, w 1953 uzyskał tytuł magistra. W 1953 rozpoczął pracę na UŁ, w 1959 został asystentem w Katedrze Powszechnej Historii Państwa i Prawa, w 1965 uzyskał stopień doktora nauk prawnych na podstawie rozprawy Prawo bliższości krewnych w polskim prawie ziemskim do końca XV wieku. Od 1965 był zatrudniony na stanowisku adiunkta.
W 1973 habilitował się (stopień naukowy doktora habilitowanego nauk prawnych w zakresie powszechnej historii państwa i prawa na podstawie rozprawy Łacińskie teksty Landrechtu Zwierciadła Saskiego w Polsce: Versio Vratislaviensis, versio Sandomiriensi)s, Łaski (Wrocław: Zakład Narodowy im. Ossolińskich, 1975). W 1974 powołany  na stanowisko docenta. W latach 1981–97 był kierownikiem Katedry Powszechnej Historii Państwa i Prawa na Wydziale Prawa i Administracji UŁ. W 1986 otrzymał tytuł naukowy profesora nadzwyczajnego nauk prawnych; podstawą były monografie: Łacińskie teksty Landrechtu Zwierciadła Saskiego w Polsce – Jaskier, tekst główny i noty marginesowe (Łódź 1985) i Sprawy gdańskie przed sądami nadwornymi oraz ingerencje królów w gdański wymiar sprawiedliwości (Wrocław–Łódź 1985). W 1990 został profesorem zwyczajnym.
Był członkiem Senatu Uniwersytetu Łódzkiego, prodziekanem do spraw dydaktyki Wydziału Prawa i Administracji UŁ, zastępcą redaktora do spraw wydawnictw UŁ w zakresie prawa i administracji, przewodniczącym Komisji Statutowej, członkiem Komisji do spraw Badań Naukowych. Przez wiele lat organizował (wraz z żoną) pomoc humanitarną dla Polaków na obecnej Białorusi, pomagał studentom UŁ ze Wschodu, był Pełnomocnikiem Rektora UŁ. 
W 2015 nastąpiło uroczyste odnowienie doktoratu Rymaszewskiego na Uniwersytecie Łódzkim - w 50. rocznicę obrony.
Jest autorem kilkudziesięciu publikacji naukowych, głównie z zakresu polskiego prawa ziemskiego materialnego i procesowego, dziejów prawa niemieckiego w Polsce, problematyki ustrojowej m.in.:
Prawo bliższości krewnych w polskim prawie ziemskim do końca XV w. (Wrocław 1970), „Granicierum perequitatio” w polskim prawie ziemskim (Poznań 1978), Nieznany spis prawa chełmińskiego z przełomu XIV i XV wieku (Łódź 1993), Z badań nad organizacją sądów prawa polskiego w średniowieczu. Woźny sądowy (Warszawa 2008), Z badań nad organizacją sądów prawa polskiego w średniowieczu. Czynności woźnego sądowego (Warszawa 2010).

## Członkostwo komitetów i towarzystw naukowych
- Komitet Nauk Prawnych Polskiej Akademii Nauk,
- członek redakcji Czasopisma Prawno-Historycznego,
- Polskie Towarzystwo Historyczne (członek Komisja Historyczno-Prawnej Zarządu Głównego),
- Łódzkie Towarzystwo Naukowe (sekretarz II Wydziału, członek Zarządu i Komisji Rewizyjnej).

## Odznaczenia i nagrody
- Krzyż Kawalerski Orderu Odrodzenia Polski,
- Złoty Krzyż Zasługi,
- Medal Komisji Edukacji Narodowej,
- Odznaka „Za Zasługi dla Miasta Łodzi”,
- Złota Odznaka Uniwersytetu Łódzkiego,
- Nagroda Ministerstwa Szkolnictwa Wyższego,
- Nagroda Ministra Edukacji Narodowej,
- Honorowy Medal 600-lecia Miasta Łodzi "za działania na rzecz rozwoju Łodzi przyznawane z okazji 600-lecia Miasta" (2023)[1].

## Rodzina
Był (od 1954) żonaty z Haliną z domu Wasążnik (zm. w 2006) - nauczycielką; miał dwoje dzieci: syna Przemysława i córkę Barbarę Rymaszewską - sędzię Wojewódzkiego Sądu Administracyjnego w Łodzi.